# خشکچال
خشکچال، روستایی از توابع بخش رودبارالموت شهرستان قزوین در استان قزوین ایران است.
روستای "خشکچال "در درهٔ الموت و به فاصلهٔ ۱۲۰ کیلومتری از شهر قزوین واقع شده‌است. خشکچال از شمال به شهرستان تنکابن از جنوب به روستاهای توان و گازرخان از مشرق به آتان و از مغرب به روستاهای اندج و کوچنان محدود است. این محدوده با مختصات ۳۴–۵۰تا "۲۸ - "۳۶ و ارتفاع حدود ۲۴۰۰متر سطح دریا و در نزدیکی قلعهٔ الموت واقع شده‌ است . 

از نظر تقسیمات کشوری روستای خشکچال تابع شهرستان قزوین، بخش رودبار الموت شرقی واقع شده‌است. 

## پیشینه تاریخی
مطالعات باستانشناسی نشان می‌دهد که استان فعلی قزوین در هزارهٔ دوم قبل از میلاد محل سکونت اقوامی بوده که به ساختن ظروف سفالی رنگین نقش دار می‌پرداخته‌اند.
عده‌ای از تاریخ نویسان معتقدند که شاپور ذوا لاکتاف (۳۱۰ ۳۷۱ میلادی) برای جلوگیری از تهاجمات مردم دیلم که در کوه‌های شمالی دشت قزوین سکونت داشته و از دستورهای حکومت مرکزی اطاعت نمی‌کردند، در محل فعلی شهر قزوین قلعهٔ مستحکمی ساخت و نام دهستان الموت که روستای "خشکچال" یکی از آبادیهای آن است از نام قلعهٔ مشهور بنام " آله آموت " گرفته شده که به معنای عقاب آشیان است، و چون عقاب در جاهای بلند آشیان می‌کند این قلعه را بدین نام خوانده‌اند و در اثر کثرت استعمال الموت شده‌است.

## زمین‌داری و تحول آن
اراضی روستای "خشکچال "که در ارتفاعات کوه الموت واقع شده‌است تا قبل از دههٔ هفتاد در برگیرنده حدود ۱۴ هکتار اراضی آبی و ۲۲۶هکتار اراضی دیم و مرتع بوده‌است. در مصاحبه‌های که از اهالی انجام شد بیان کردن که اراضی این روستا تا دههٔ سی متعلق به خانواده های صفری الموتی دیلمی و کاظمی بوده‌است؛بنابراین در زمان اجرای قانون اصلاحات ارضی، از نظر مالکیت، روستای خشکچال خرده مالک خودکار بوده‌است از دههٔ هفتاد به بعد با انتقال آب از یکی از سرشاخه‌های رودخانهٔ الموت بنام تارولات به روستا، کشاورزان به صورت غیر فنی و سنتی سطح اراضی آبی را به بیش از ۱۵۰هکتار رسانده‌اند.
از نظر مردم‌شناسی اهالی الموت خصوصاً اهالی خشکچال مردمانی با خدا، زحمتکش و قانع هستند و به شغل کشاورزی اشتغال دارند.

## جمعیت
این روستا در دهستان الموت بالا قرار دارد و براساس سرشماری مرکز آمار ایران در سال 1395، جمعیت آن 520 نفر (171خانوار) بوده‌است.

## زبان
زبان رایج در روستای خشکچال تاتی الموتی است.